# Pannarano
Pannarano är en ort och kommun i provinsen Benevento i regionen Kampanien i Italien. Kommunen hade 2 145 invånare (2017).